# Ivan Kraus

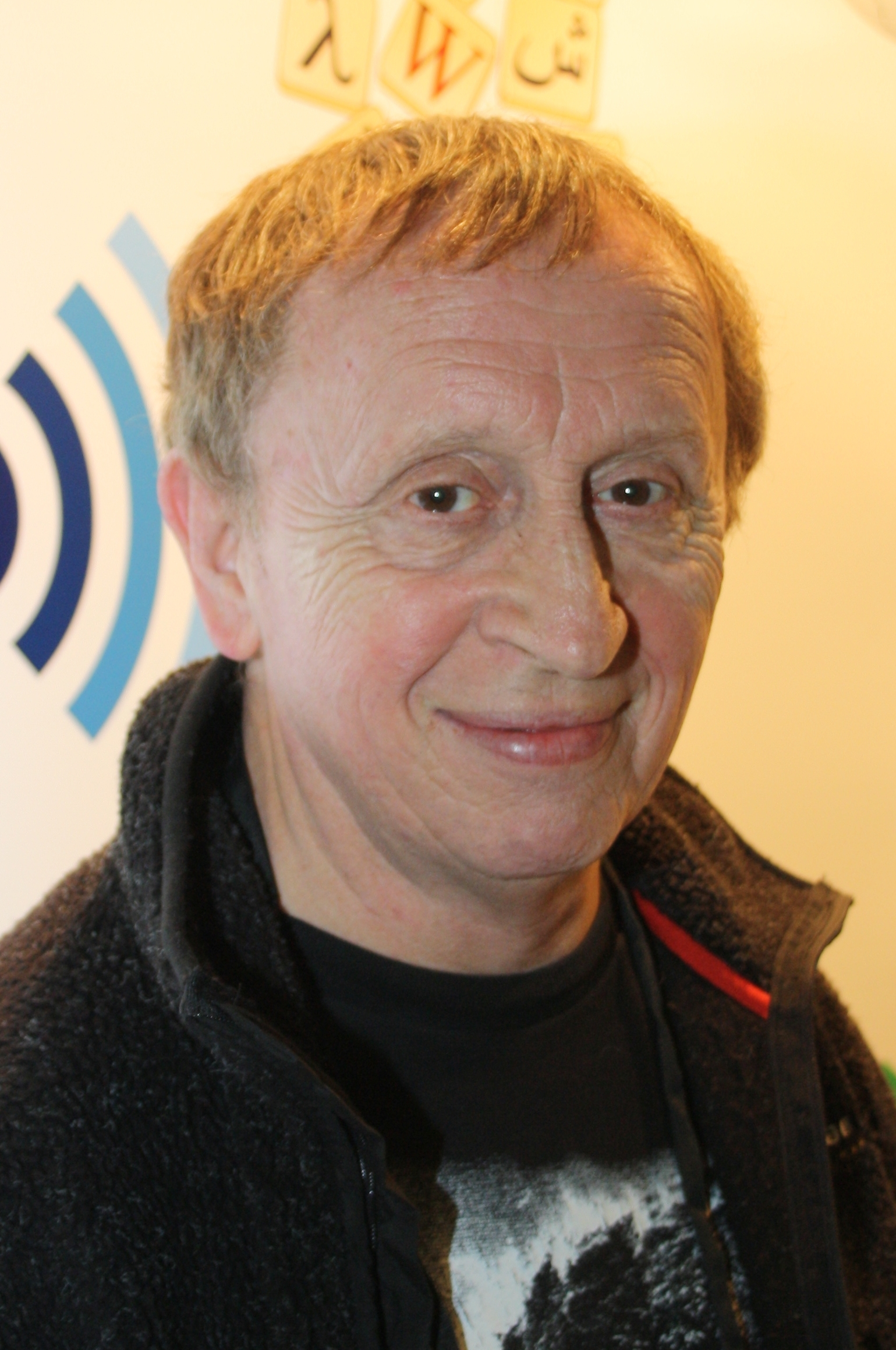
Ivan Kraus (2010)

Ivan Kraus (* 1. März 1939 in Prag) ist ein tschechischer Puppenspieler, Schauspieler, Kabarettist, Schriftsteller und Drehbuchautor.

## Leben
Als Sohn von Ota Kraus und seiner Frau Božena wurde Ivan Kraus 1939 in Prag geboren. Jan Kraus ist sein Bruder. Nach dem Abitur 1957 studierte er internationales Wirtschaftsrecht. Als Schauspieler, Kabarettist und Puppenspieler trat er in kleinen Prager Theaterhäusern auf. Mit seiner Frau Naděžda Munzarová und dem Schwarzen Theater der Velvets hatte er ab 1968 zahlreiche Engagements in europäischen und amerikanischen Varietés, Shows und Fernsehsendungen. Nach dem Einmarsch der Truppen des Warschauer Paktes in die Tschechoslowakei kehrten sie nicht in ihre Heimat zurück. 1971 arbeitete Kraus als Rundfunk- und Fernsehdrehbuchautor und Puppenspieler in Deutschland. Unter anderem inszenierte er für den Südwestfunk die Kinderserie Die Yxilon-Show. 1976 zog er weiter nach Frankreich. Auch hier war er als Fernsehdrehbuchautor in Paris tätig. Mit Naděžda Munzarová präsentierte er seit Mitte der 1970er Jahre unter dem Namen Blackwits humorvolles Schwarzes Theater. Er lebte in den USA, der Schweiz, Italien, England, den Niederlanden, Spanien, Portugal und Mexiko.

## Werke
Ivan Kraus schreibt Kurzgeschichten, Erzählungen, Satiren, Aphorismen und Fernsehdrehbücher. Seine Erzählungen behandeln Verhältnisse in Familien. Der traditionelle Familienbegriff wird dabei kombiniert mit grotesken und humoristischen Elementen sowie absurder Komik.

## Auszeichnungen
- Allekopreis für Humor und Satire, Sofia
- Georg-Mackensen-Anerkennung (1976)
- Drehbuchpreise auf internationalen Filmfestivals in Philadelphia und Oberhausen

## Mitgliedschaften
- Obec spisovatelů (Tschechischer Schriftstellerverband)